# 平山城 (大隅国)
平山城（ひらやまじょう）は、鹿児島県姶良市にあった日本の城。平安城（へいあんじょう）、帖佐本城、内城とも呼ばれる。

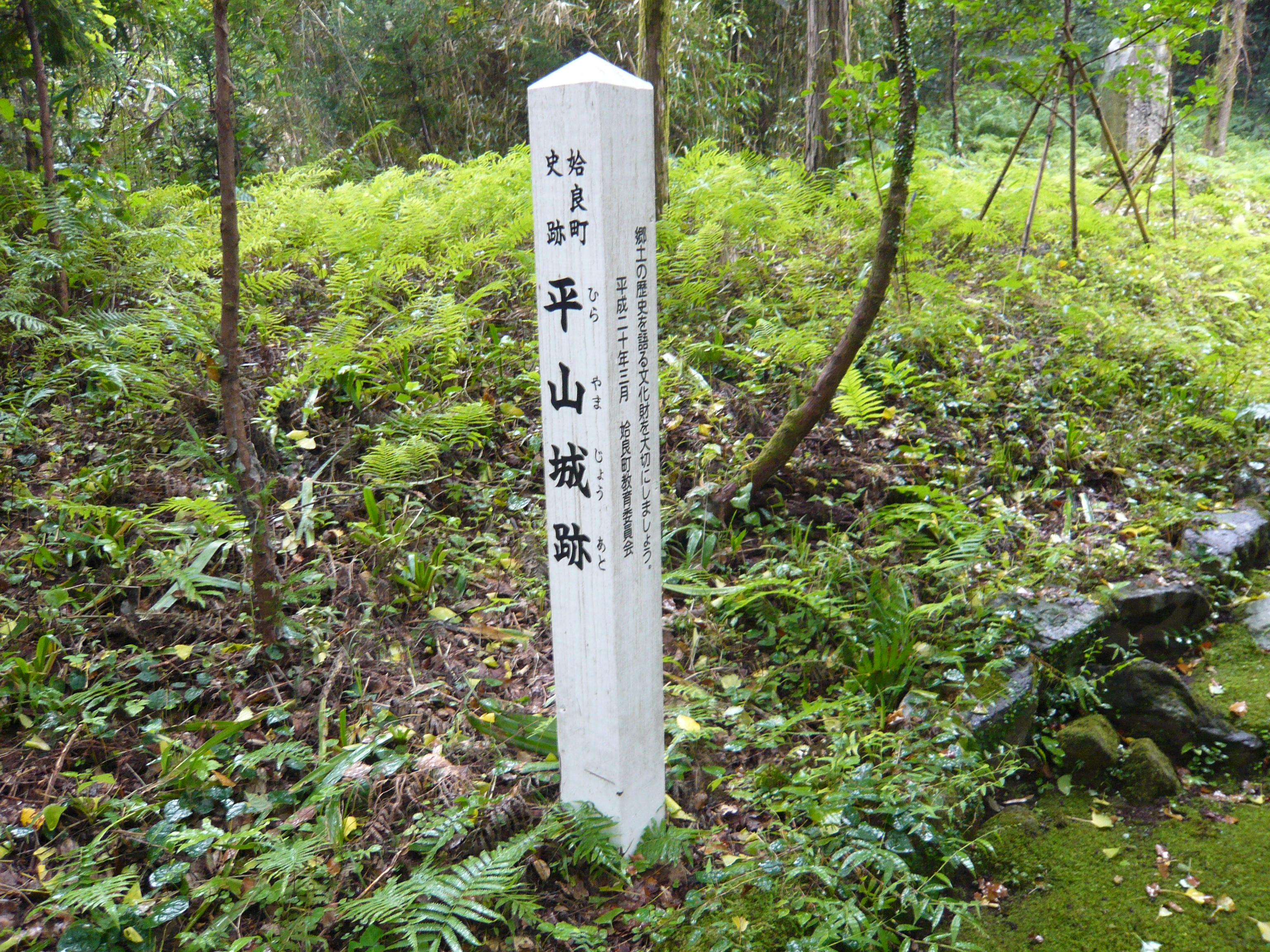
平山城址

## 築城
1282年（弘安5年）頃、京都の石清水八幡宮から下向した善法寺法印了清が築城したといわれている。
善法寺了清は、石清水八幡宮の祠官の一族であったが、当時、石清水八幡宮と関係が深かった大隅正八幡宮（鹿児島神宮）領の帖佐郷平山村の領家職として、石清水八幡宮の神璽を奉じ、一家眷族、僧侶、医者、大工、染師、土器師等873人を率い、船で帖佐松原八幡江湖に到着した。更に別府川 を遡り、清泉が湧き出している折橋山山上を社地に定め、鍋倉八幡神社（帖佐八幡神社）を創建した。大隅正八幡宮に対して、新たに勧請した八幡ということで、「新正八幡宮」と称した。了清は、八幡の脇に、平安山八流寺増長院を別当寺として建立した。更に神社の西に平山城を築き、地名から平山氏を名乗った。

## 城内の概要
城内は、十四の郭（本丸、中丸、平安城、荒神城、鶴丸城、松尾城、小城、櫓城、賀茂城、東城、玄蕃城、南城、高尾城、引陣）からなっており、堅固な山城であった。城中鎮護を祈念するため、八幡、伊勢、折橋、賀茂、春日、日吉、諏訪、天神、祇園、稲荷の諸神を城内に祭り、仏寺として、阿弥陀寺、観音寺、西福寺を建立した。他に熊野三所権現を勧請して平山権現と呼んだ。
平山氏は帖佐郷各地に出城（甑城、茶臼城、古城、高城、平松城等）を築き一族（平松氏、平瀬氏、高城氏、中津野氏、餅田氏、甑氏、松元氏、市成氏、小城氏、小川氏、木幡氏、若松氏、有村氏等）を配し帖佐郷を支配した。

## 城主の変遷
大隅国の守護であった島津氏と平山氏は養子縁組を行っており、当初は行動を共にしていたが、次第に対立するようになり、享徳年間（1452年 - 1454年）に島津氏第9代島津忠国の弟、島津季久が、平山氏第9代平山武豊を討って帖佐郷を領有した。敗れた平山氏は指宿へ、一族は鹿児島の武村へ移された。季久は、別府川の対岸に瓜生野城（建昌城）を築いて居城とし、平山城には次男の忠康を配し、平山氏の名跡を継承させた。また、季久の三男の満久は隣郷の加治木氏の養子とし、季久の威勢は近隣に及んだ。
1495年（明応4年）、島津氏は、川上忠直に帖佐郷邊川村を与え、忠直は邊川氏を称した。同年、加治木領主、加治木久平が島津氏に叛き、平山城の南城を攻め取った。その時、邊川忠直は高尾城を固守した。島津忠昌は加治木久平を攻め立て、久平は敗退した。忠昌は忠直の功績を賞し、帖佐地頭に任じた。
1526年（大永6年）、出水領主、島津実久が島津氏に叛し、忠直はこれに組し、帖佐郷に新城を築くとともに、平山城にこもった。島津忠良は、島津勝久の命により、新城及び平山城を攻め、島津実久の配下である島津安久及び忠直を討ち取った。そして、島津昌久を地頭とし鹿児島へ戻った。しかし、昌久は、加治木領主、伊地知重貞と謀って島津氏に叛いたので、忠良は、加治木を攻め重貞を討ち、平山城の昌久も討った。そして、伊地知重辰を地頭とし、重辰は新城へ入った。
1529年（享禄2年）、島津氏と対立する有力国人であった祁答院重武が、重辰を討ち、重武 – 祁答院良重と親子2代に渡り帖佐を領したが、1555年（弘治元年）、島津貴久は良重を攻めこれを祁答院へ敗走させ、鎌田政年を地頭とした。

## 現状
城址には、新正八幡宮が鎮座しており、その社頭には初代城主平山了清が植えたという樹齢700年を超える大銀杏が現存し、姶良市の天然記念物に指定されている。神社の前方の南城址付近は桜公園として、整備されている。
城の遺構としては、曲輪、空堀、土塁等が現存している。

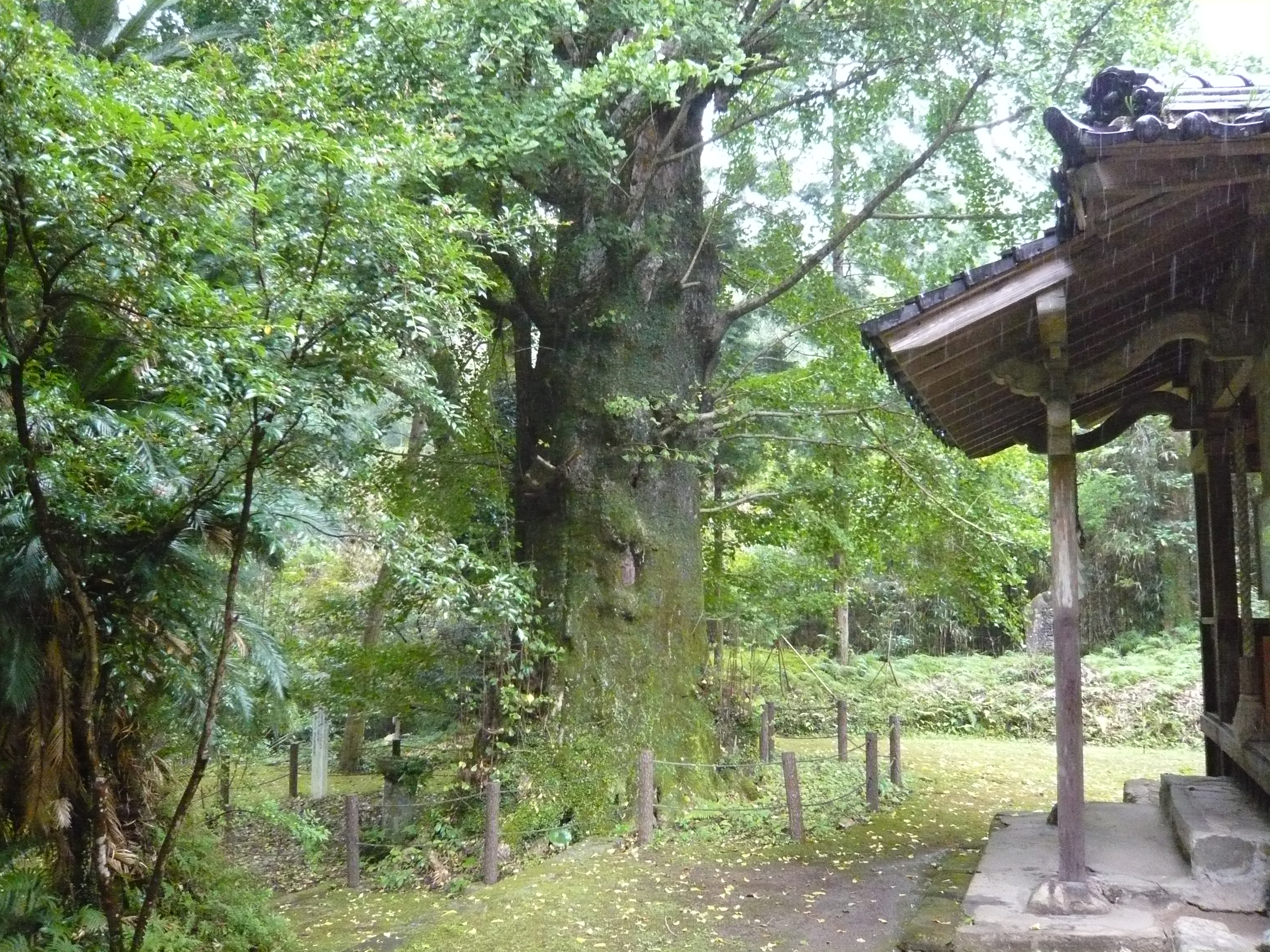
大銀杏